# Ивелич, Марк Константинович
Граф Марк Константинович Ивелич, «Ивелич 1-й» (серб. Марко Ивелић) (1740—1825) — генерал-лейтенант и сенатор России, происходящий из Боки Которской (ныне Черногория). Старший брат генерал-майора Ивана Константиновича Ивелича.

## Биография
Родился в Рисане, происходил из бокельского графского рода Ивеличей, известного с XIV века (П. В. Долгоруков в своей «Родословной книге» утверждал, что настоящая его фамилия была «Графивелич», которую он разделил на две части, и так получился его графский титул).
В 1770 году он появился на флоте графа А. Г. Орлова во время Первой Архипелагской экспедиции, был принят на русскую службу и участвовал во многих делах, успешно выполнил данное ему поручение — побудить черногорцев и герцеговинцев к войне с Турцией.
Когда в 1788 году снова началась война против турок, его снова послали в Черногорию и Герцеговину, для формирования из славян 12 батальонов и действий с ними против турок самостоятельно. Ивелич успешно выполнил поставленную ему задачу и неоднократно наносил туркам поражения. 26 ноября 1791 года награждён орденом Святого Георгия 4-й степени (№ 842 по списку Григоровича — Степанова).
1.1.1793 произведен в полковники, в том же году назначен командиром Ширванского пехотного полка. 9.9.1797 произведён в генерал-майоры с назначением шефом Томского мушкетёрского полка (на этой должности в 1798 году участвовал в подавлении беспорядков в Тобольской губернии).
14.12.1798 назначен шефом Навагинского мушкетёрского полка.
26.4.1799 произведён в генерал-лейтенанты, а 15.12.1799 уволен в отставку.
В 1805 году в очередной раз послан к черногорцам и боккезцам, для побуждения их к участию в войне против французов. Прибыв в Боку Которску после Аустерлицкого сражения, когда Венеция и далматское побережье были, по договору, уступлены Франции, Ивелич тем не менее успел поднять восстание, чем немало содействовал успеху дальнейших действий адмирала Д. И. Сенявина во время Второй Архипелагской экспедиции.
В 1812 года был послан с дипломатическим поручением на Балканы и содействовал заключению мира между турками и сербами, за что награждён орденом Святого Владимира 2-й степени.
С 1814 года Ивелич был в звании сенатора. Награждён орденом Святой Анны 1-й степени.

## Семья
Был женат на Надежде Алексеевне Турчаниновой (1778—1850), дочери уральского заводчика А. Ф. Турчанинова. Вместе с сестрой Н. А. Колтовской была сонаследницей богатейших медных рудников отца, взятых при Александре I под опеку казны. После долгих распрей на почве раздела наследства сестры примирились только перед смертью Колтовской, причем графиня сделала первый шаг. Ивеличи были петербургскими знакомыми родителей Пушкина (считались в родстве через Турчаниновых). Семьи жили по соседству и постоянно общались друг с другом. В браке имели детей:
- Екатерина Марковна (1795—1838), замужем не была, приятельница О. С. Павлищевой, А. П. Керн и баронессы С. М. Дельвиг. Пушкин звал её «милой кузиной» и, по словам С. А. Соболевского, изобразил в пятой песне «Руслана и Людмилы» под именем Дельфиры. За свои мужские манеры и привычку курить табак заслужила прозвище «Граф». По словам современницы, она больше походила «на гренадера самого дурного тона, чем на барышню. Что за походка, что за голос, что за выражения!»; однако это впечатление сглаживалось благодаря её уму, блестящему остроумию и любви к поэзии[2].
- Александра Марковна (1796—1846), замужем за полковником Сергеем Петровичем Языковым (1802—1878), братом директора Училища правоведения А. П. Языкова.
- Константин Маркович (1799—1837), служил с Л. С. Пушкиным на Кавказе, полковник, с 1834 года командир Апшеронского полка, взят в плен горцами и замучен ими. Был женат на Александре Петровне Языковой (1796—1864), сестре директора Училища правоведения. После смерти мужа жила с братом, сначала в Риге, потом в Петербурге.
- Семен Маркович (15.02.1801[3]—29.11.1802[4])
- Иван Маркович (07.01.1804— ?), крестник Александра I[5].
- Николай Маркович (21.07.1815[6]—11.08.1875), крещен 15 августа 1815 года в Андреевском соборе при восприемстве И. С. Ананьевского и тетки А. А. Зубовой; полковник гвардии.